# Heen naran
Citrus lycopersicaeformis
Espèce
Classification phylogénétique
Heennaran, Heen Naran sont des mandarines à petits fruits modérément acides du Sri Lanka comparables au Kokni ou Kodakithuli du sud de l'Inde. Le fruit est comestible à pleine maturité et elles sont utilisées comme porte-greffe d'oranger ou de citronnier pour Kodakithuli.

## Classification, dénomination
L'existence d'une espèce, ou d'un sous-groupe de variétés de mandarines (Citrus reticulata Blanco) est débattue dans une certaine confusion. «Les mandarines à petits fruits, qui sont d'une importance considérable en Orient et se composent de nombreuses variétés» écrit R. W. Hodgson qui en fait un sous-groupe spécifique, en revanche le Protocole européen pour les essais de distinctions d'uniformité et de stabilité - chapitre Mandarine (2004-2016) classe C. crenatifolia Lush. dans le sous-groupe Mandarine commune (PMN) et C. lycopersicaeformis dans le sous-groupe Mandarine Nova (HMA). Le Thesaurus of Agricultural Organisms (1990) retenait C. reticulata crenatifolia = C. crenatifolia Lush. mandarine Kaula (Espagne) et C. lycopersicaeformis = Citrus reshni synonyme mandarine Cleopatra.
R. Cottin (1997) donne à Heen Naran le nom botanique de Citrus lycopersicaeformis Lush.I Hort. ex Tan tandis que Citrus crenatifolia Lush. est  toujours chez lui le Kaula avec pour synonyme admis Citrus ×aurantium L. var. chrysocarpa (Hassk) (Kew qui l'écrit Citrus × crenatifolia Lush. publie une synonymie différente: Citrus ×aurantium f. deliciosa). Tanaka nomme le kokni ou kodakithuli indien sous ce même nom (C. lycopersicaeformis Tanaka) et indique que le heennaran de Ceylan est identique. C'est sous ce nom d'usage indien que C. lycopersicaformis est référencé dans la Givaudan Citrus Variety Collection at UCR.
En revanche kokni est dans la nomenclature sous le nom Citrus crenatifolia Lush. var. kokni Lush.(1910) tandis que chez Tanaka C. crenatifolia a le nom usuel de Kaula (1969). En 1937, Tanaka écrit «C. lycopersicaeformis Hort. ex Tanaka [ ] = C. crenatifolia var. lycopersicaefortnis Lush, in Ind. Forester 36:343, 1910». Il les rend donc synonymes et note «ressemble beaucoup à C. amblycarpa de Java [le Nasnaran] en ce qu'il a un apex sinueux, mais il a un péricarpe plus épais et des vésicules à filet grossier - comestibles en pleine maturité».
Mais C. lycopersicaeformis reste utilisé, en l'absence d'analyse génétique, Systematic Pomology (2017) classe Heen daran dans les acrumen (les mandarines) aux côtés de billi kichili, karpura tenga (Assam), kodai-kithuli (Inde du sud), Reshmi et  Konkni (Inde du nord), mandarine cleopatra (porte-greffe à fruit acide) et Naga Santra (Sri Lanka).
Pour compliquer encore on trouve BATU 55, cultivar indonésien de mandarine, avec le nom de Citrus reticulata Blanco var. crenatifolia et dans la littérature académique Heen naran = Citrus madurensis le calamondin.

### Les noms d'usage
En chinois 凯拉 (Kǎi lā), en japonais ケオンラ (Keona), en singhalais හීන් නාරං (hīn nāraṁ) est une mini-mandarine décorative de හීන් (heen) petite නාරන් (nāran) mandarine. En 1824, Alexander Moon donne le simple nom de හීන් (heen) à Colombo pour une petite mandarine.
Kodangithuli était utilisé dans l'ancien Etat de Coorg où il est signalé à l'état semi-sauvage alors que kokni l'est dans le reste de l'Inde.
Monkey orange (orange des singes) donné comme nom usuel de kokni ne doit pas être confondu avec le kwaka tree (Strychnos madagascariensis) d'Afrique méridionale. De même, éviter la confusion avec Heen-naran-pengiri oils (ou maha-naran-pengiri) qui désigne l'huile essentielle de Cymbopogon Nardus

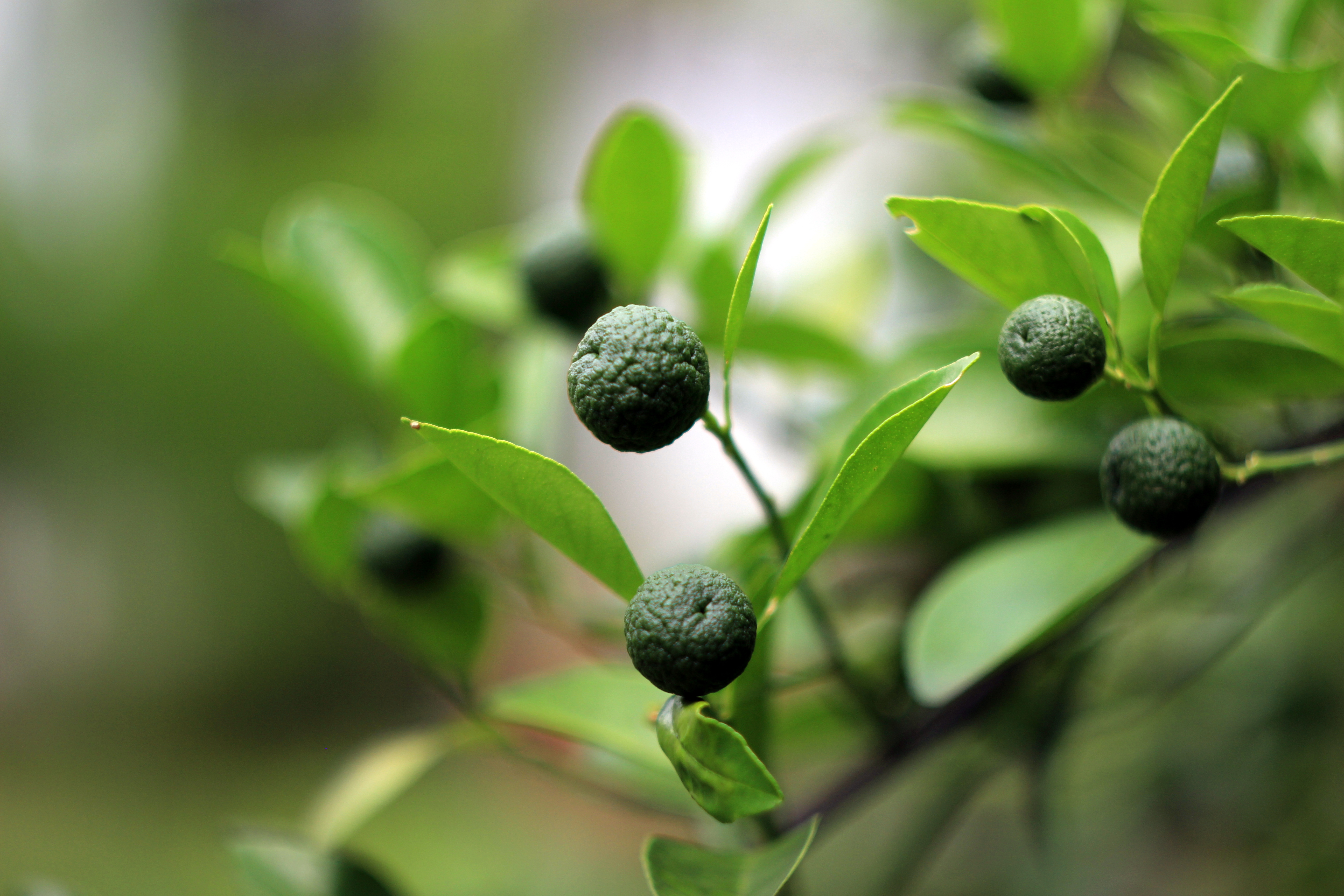
Citrus amblycarpa. Tanaka écrivait (1933) «plusieurs formes dAcrumen sont signalées de diverses régions de l'Inde, mais leur identification botanique est extrêmement difficile».

## Description
La plante se serait développée à l'état sauvage en Inde, d'après Le Journal De La Société Botanique Indienne (1937) «le fruit a peu de valeur. C'est peut-être le seul Citrus sauvage de Nilgiris et Coorg». හීන් නාරං (hīn nāraṁ) renvoie sur le site du Département de l'Agriculture du Sir Lanka à divers cultivars qui y sont décrits, les arbres inermes mesurent entre 2 et 2,5 m et produisent un fruit de 90 à 120 g avec une densité de 715 arbres/ha . Le poids du fruit donné pour l'équivalent indien Kodakithuli est de 15 à 20 g. On trouve dans Indian Horticulture (1963) une description du fruit de Kodakithuli : «la pulpe est uniformément colorée en jaune mikado (couleur jaune d'œuf) et finement texturée avec une abondance de jus acide et faiblement aromatique. Les fruits ont 2 à 8 graines (moyenne 5) par fruit, les solides solubles totaux (TSS) sont à 11 %, l'acidité à 1,9 % et rapport TSS/acide 6». On considère que ce ratio doit être entre 7 et 9 pour les mandarines du commerce, 6 plus acide correspond au ration des grapefruits (C. paradisi).
Les cultivars fruitiers disponibles chez les pépiniéristes singhalais sont vendus comme හීන් නාරන් (බද්ධ) (hīn nāran (baddha)) du genre heen daran.
La graine est très polyembryonée et la végétation des jeunes plantes vigoureuse

## Usages

### Medecine
En médecine ayurvédique il traite les vomissements, les nausées et les maladies du foie. Les mesures publiées en 2019 donnent des capacités antioxydantes et anti-inflammatoires importantes en comparaison à divers agrumes tropicaux srilankais.

### Porte-greffe
Hamilton (1987) le décrit comme porte-greffe prometteur pour les oranges et les mandarines, résistant au Phytophthora et tolérant à la Tristeza, dans une comparaison publiée en 1979 Heen naran se révèle acceptable avec l'orange Washington Navel mais non satisfaisant pour les autres variétés testées. Pourtant il était toujours utilisé à Hawai pour oranges et mandarines en 2010.

### Alimentation
Quelques rares recettes typiques des usages locaux existent sur les réseaux sociaux: Heen Naran séchés, confits au sel.

### Huile essentielle
Cette HE a démontré une activité antibactérienne significative, les résultats sont statistiquement significatifs contre B. cereus, S. aureus et E. coli (2022).